# 2368 Beltrovata
2368 Beltrovata eller 1977 RA är en asteroid i huvudbältet som upptäcktes den 4 september 1977 av den Schweiziska astronomen Paul Wild vid Observatorium Zimmerwald. Den har fått sitt namn efter Betty Tendering.
Asteroiden har en diameter på ungefär 2 kilometer och den tillhör asteroidgruppen Amor.